# Zalkod
Zalkod község Borsod-Abaúj-Zemplén vármegyében, a Sárospataki járásban.

## Fekvése
A Bodrogközben, annak is a délnyugati részén fekszik, a Bodrog bal, és a Tisza jobb partján (utóbbi folyóhoz lényegesen közelebb). A tájegység legdélebbi és egyben legnyugatabbi önálló települése; a Bodrogzug nála délebbre, illetve nyugatabbra eső – lakatlan – részei már a Bodrog jobb partján fekvő Bodrogkeresztúrhoz és Tokajhoz tartozó külterületek.
A szomszédos települések: északkelet felől Viss, kelet felől Kenézlő, délkelet felől Szabolcs, dél felől Timár [utóbbi kettő a Tisza túlsó partján], délnyugat felől Bodrogkeresztúr, nyugat felől Bodrogkisfalud, északnyugat felől pedig Olaszliszka.

### Megközelítése
Zsáktelepülés, a tiszai vízitúra-útvonalakat leszámítva csak közúton érhető el, Kenézlő központján keresztül, a 3802-es útról letérve, a közel 6,5 kilométer hosszú 38 114-es számú mellékúton. Nyugati, mezőgazdasági hasznosítású külterületei és Timár között igény szerint komp közlekedik.

## Története
Zalkod Árpád-kori település. Nevét már a pápai tizedjegyzékben említették Zalgoch néven.
1406-ban az Újfalussy család birtoka volt, 1470-ben pedig az Óbégányi család volt Zalkod birtokosa.
A 18. század végén, 19. század elején több birtokosa is volt; a Csapó, Hangácsy, Komjáthy, Poroszlay családok voltak itt a nagyobb birtokosok.
A 20. század elején a Rothmann Mór örököseinek birtokáéban volt.
Az 1910-es népszámlálási adatok szerint Zalkodnak 586 magyar lakosa volt, melyből 286 római katolikus, 201 görögkatolikus, 80 református volt.
Az 1950-es megyerendezésig Szabolcs vármegye Dadai felső járásához tartozott.

## Közélete

### Polgármesterei
- 1990–1994: Papp Gizella (független)[4]
- 1994–1998: Papp Gizella (független)[5]
- 1998–2002: Papp Gizella (független)[6]
- 2002–2006: Papp Gizella (független)[7]
- 2006–2010: Szendi István (MSZP)[8]
- 2010–2014: Papp Gizella (független)[9]
- 2014–2019: Papp Gizella (független)[10]
- 2019–2024: Papp Gizella (független)[11]
- 2024– : Takács József (független)[1]

## Népesség
A település népességének változása:
| Lakosok száma | 208  | 202  | 195  | 190  | 184  | 187  | 184  |
|               | 2013 | 2014 | 2015 | 2021 | 2022 | 2023 | 2024 |

A 2001-es népszámlálás adatai szerint a településnek csak magyar lakossága volt.
A 2011-es népszámlálás során a lakosok 84,1%-a magyarnak, 0,5% románnak mondta magát (15,9% nem nyilatkozott; a kettős identitások miatt a végösszeg nagyobb lehet 100%-nál). A vallási megoszlás a következő volt: római katolikus 41,3%, református 4,3%, görögkatolikus 19,2%, felekezeten kívüli 13% (21,6% nem válaszolt).
2022-ben a lakosság 85,3%-a vallotta magát magyarnak, 1,1% cigánynak, 0,5% ruszinnak, 1,1% egyéb, nem hazai nemzetiségűnek (14,7% nem nyilatkozott; a kettős identitások miatt a végösszeg nagyobb lehet 100%-nál). Vallásuk szerint 32,1% volt római katolikus, 6% református, 15,8% görög katolikus, 0,5% egyéb keresztény, 0,5% felekezeten kívüli (44,6% nem válaszolt).

## Nevezetességei
- Római katolikus temploma 1757-ben épült.

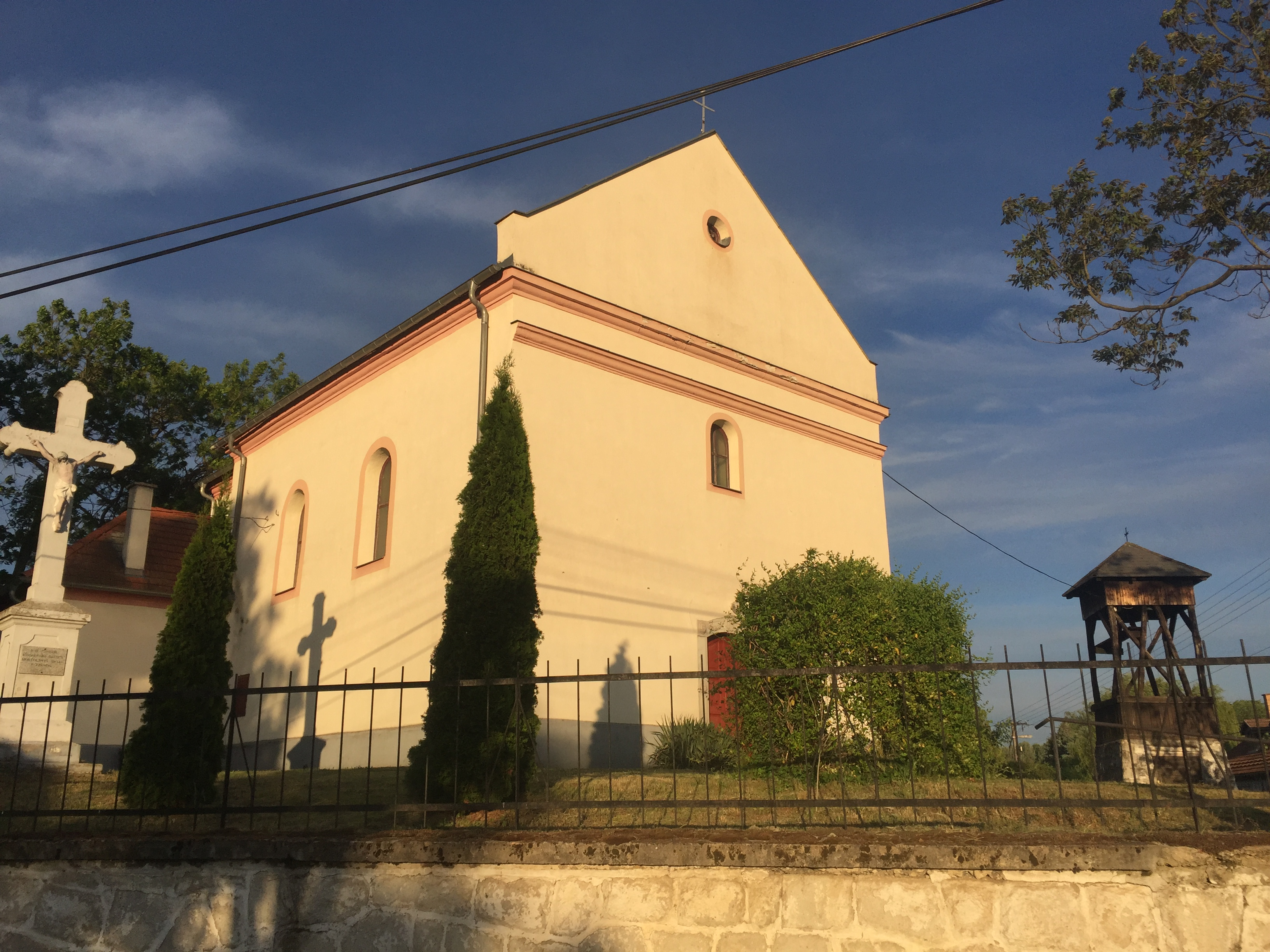
Szent Mária Magdolna templom

- Az Istenszülő születése görögkatolikus kápolna